# 克列緬丘格水庫

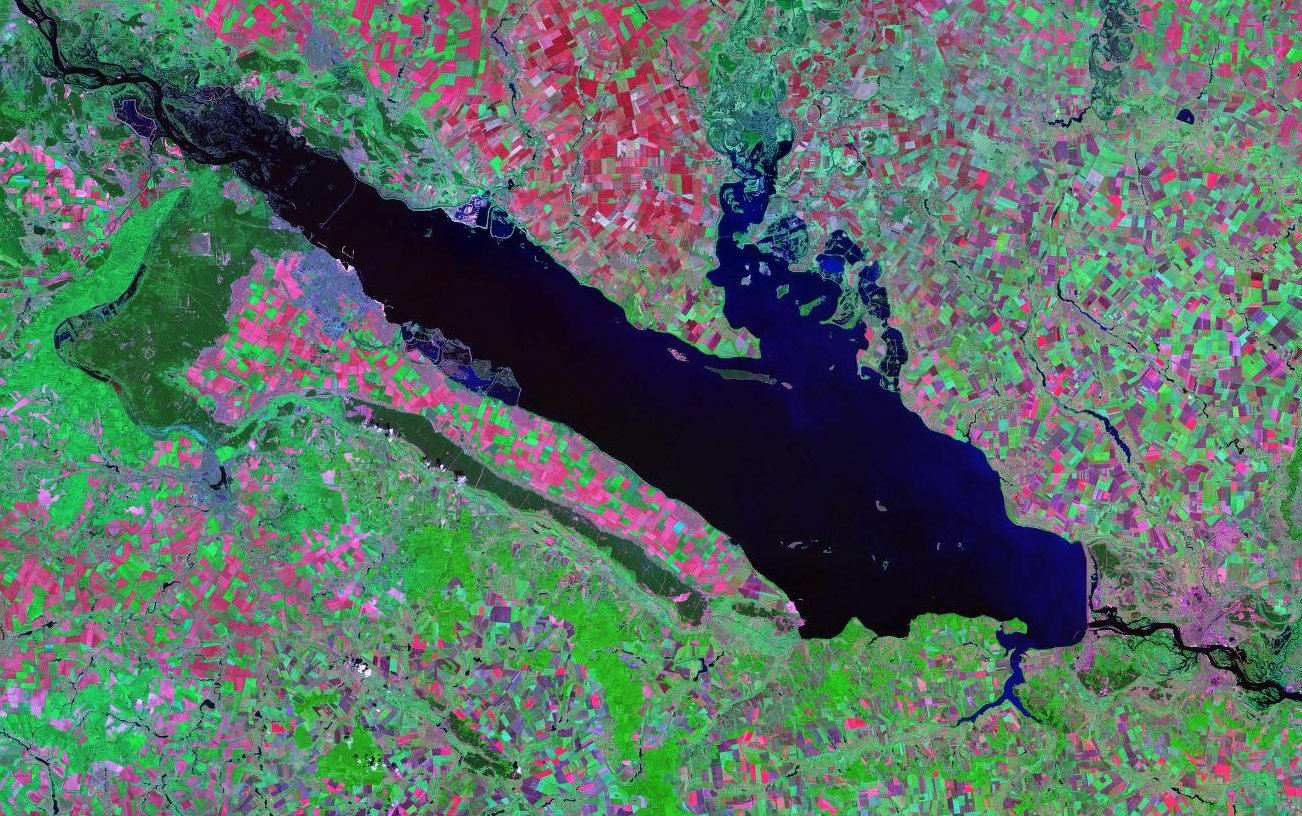

49°16′N 32°38′E / 49.267°N 32.633°E
克列緬丘格水庫（羅馬化：Kremenchutske vodoskhovyshche），是烏克蘭的一座水庫，位於第聶伯河河道上，橫跨基洛夫格勒州、波爾塔瓦州、切爾卡瑟州，始於1959年，用作水力發電、灌溉和防洪，長149公里、寬28公里，水體面積2,250平方公里，蓄水量13.5立方公里。

## 另見
- 克列緬丘格水電站